# الحاضنه الوسطى (القبيطة)

تعديل مصدري - تعديل

الحاضنه الوسطى هي إحدى قرى عزلة كرش بمديرية القبيطة التابعة لمحافظة لحج، بلغ تعداد سكانها 91 نسمة حسب تعداد اليمن لعام 2004.